# Henri de Gondi (Herzog)

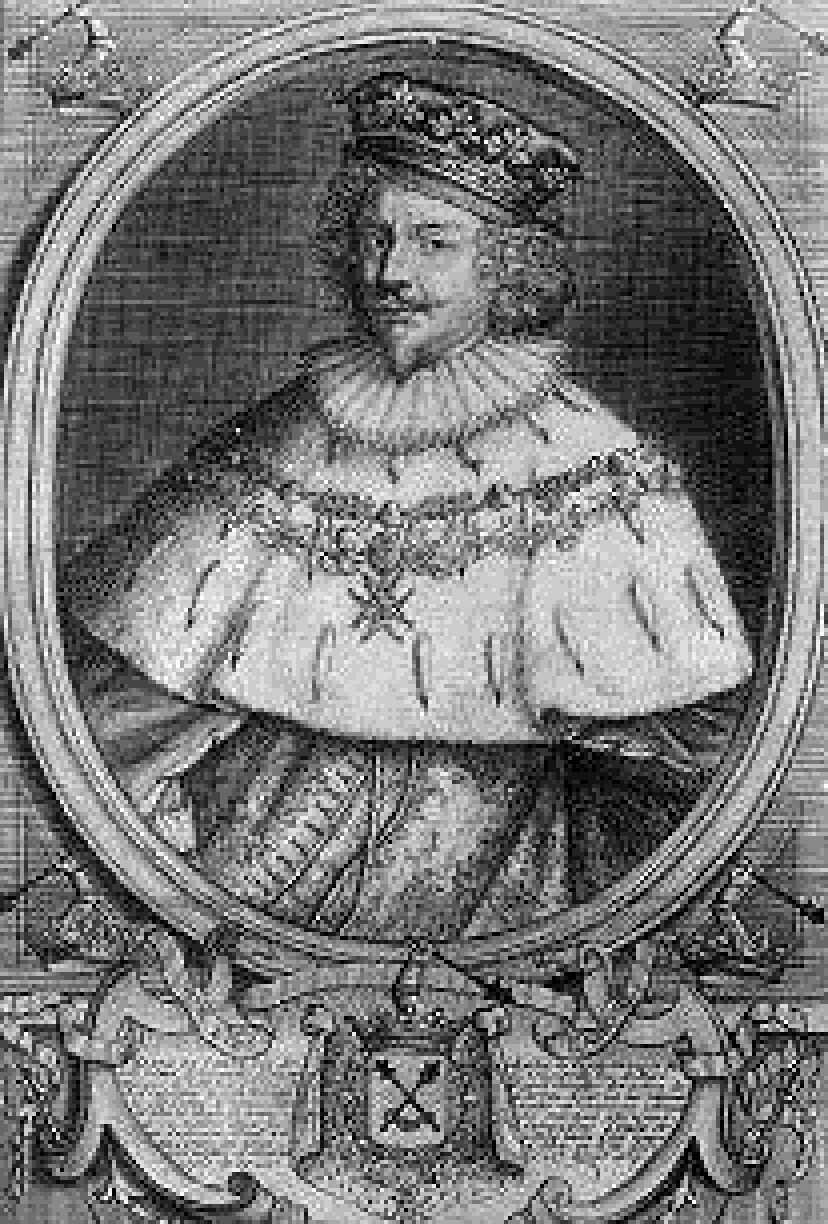
Porträt von Henri de Gondi, Claude Duflos

Henri de Gondi (* 1590 in Machecoul; † 12. August 1659 in Chéméré) war der 2. Duc de Retz, Pair de France, zudem Seigneur de Machecoul, Duc de Beaupréau (uxor nomine), Marquis de Belle-Île et des Îles d’Hyères, Comte de Chemillé, Baron du Plessis-le-Chastel, de Marly-le-Chastel et de Beaumanoir, Seigneur Haut-justicier de Noisy-en-Cruye (1654) et de Bailly, Seigneur de La Grange-l’Essart et de Versailles, Chevalier des Ordres du Roi. Er war der Vetter von Jean-François Paul de Gondi (1614–1679), genannt le Cardinal de Retz, der ihm am Hof Ludwigs XIV. Skandale einbrachte.

## Leben

Wappen von Henri de Gondi, Herzog von Retz

Henri de Gondi war der Sohn von Charles de Gondi (1569–1596), Marquis de Belle-Isle, und Antoinette d’Orléans-Longueville († 1618), Dame de Château-Gontier, sowie der Enkel von Albert de Gondi und Claude Catherine de Clermont.
Am 22. Mai 1596 wurde sein Vater, der potentielle Erbe des Herzogtums Retz, im Alter von 27 Jahren am Mont-Saint-Michel getötet. Philippe-Emmanuel de Lorraine, Herzog von Mercœur, hatte ihm 1595 das Gouvernement von Fougères anvertraut mit dem Versprechen, ihm den Klosterberg zu überlassen, der von Julien de La Touche, Sieur de Quéroland, regiert wurde, einem Anhänger der Liga, der von Mercœur der Untreue verdächtigt wurde. Am 22. Mai 1596 wollte Charles de Gondi den Mont Saint-Michel durch einen Überraschungsangriff einnehmen und kam dabei unter ungeklärten Umstände zu Tode.
Der 6-jährige Henri de Gondi war nun der neue Erbe des Herzogtums Retz, das sich im Besitz seiner Großeltern befand. Nach dem Tod seines Großvaters Albert des Gondi (1602) bzw. seiner Großmutter Claude Catherine de Clermont (1603) wurde er 13-jährig der neue Herzog. 
Am 5. Mai 1610 heiratete er in Beaupréau Jeanne de Scépeaux (* um 1588/89; † 20. November 1620), Duchesse de Beaupréau, Comtesse de Chemillé, Tochter von Guy de Scepeaux, Duc de Beaupréau, Comte de Chemillé, und Marie de Rieux, Dame du Chastel, deren Ehe mit Henri II. de Montmorency, 4. Duc de Montmorency, Pair de France, sechs Tage zuvor, am 29. April 1610 annulliert worden war. Das Paar bekam zwei Töchter:
- Catherine (* 28. Dezember 1612; † 18. September 1677[3])
- Marguerite Françoise (* 18. April 1615; † 31. Mai 1670)

Am 31. Dezember 1619 wurde er in den Orden vom Heiligen Geist aufgenommen. Am 7. August 1620 kämpfte er in der Schlacht bei Les Ponts-de-Cé auf Seiten Maria de’ Medicis gegen die Truppen des Königs Ludwig XIII., wobei er mit 1500 Mann einen Ausfall unternahm, der dazu führte, dass die um ein Drittel reduzierte Armee der Königinmutter den königlichen Truppen nicht mehr standhalten konnte.
Henri de Gondi, der keine Söhne, aber zwei Töchter als Erbinnen hatte, arrangierte die Hochzeit der älteren Tochter mit Pierre de Gondi, seinem Vetter, obwohl sie bereits Louis de Bourbon-Vendôme (1612–1669) versprochen war, so dass das Herzogtum Retz in der Familie blieb. Der Ehevertrag wurde am 3. August 1633 (mit päpstlichem Dispens wegen der Verwandtschaft) in Machecoul geschlossen. Im Februar 1634 trat Henri de Gondi zugunsten seiner Tochter und seines Schwiegersohnes als Duc de Retz zurück, die auf diese Weise der neue Herzog und die neue Herzogin de Retz, Pair de France (registriert am 14. März 1634) und Seigneur de Machecoul wurden. Henri de Gondi wurde nun "der alte Herzog von Retz" genannt, um ihn von seinem Schwiegersohn, dem "jungen Herzog" zu unterscheiden.
Die jüngere Tochter, Marguerite Françoise, die 1620 von ihrer Mutter das Herzogtum Beaupréau geerbt hatte, heiratete am 30. März 1644 Louis de Cossé, 1651 3. Duc de Brissac, Pair de France (* 5. September 1625; † 26. Februar 1661).
Henri de Gondi starb am 12. August 1659 auf Schloss Princé in Chéméré, wo er seit dem Verzicht auf seinen Titel gelebt hatte.